# Майорка (Дністровський район)
Майо́рка — село в Україні, у Кельменецькій селищній громаді Дністровського району Чернівецької області.

## Історія
З 1991 року в складі незалежної України.
В 2021 році шляхом об'єднання сільських рад, село увійшло до складу Кельменецької селищної громади.

## Населення
Згідно з переписом УРСР 1989 року чисельність наявного населення села становила 93 особи, з яких 41 чоловік та 52 жінки.
За переписом населення України 2001 року в селі мешкало 88 осіб. 100 % населення вказало своєю рідною мовою українську мову.